# Liste der Baudenkmäler in Grünenbach

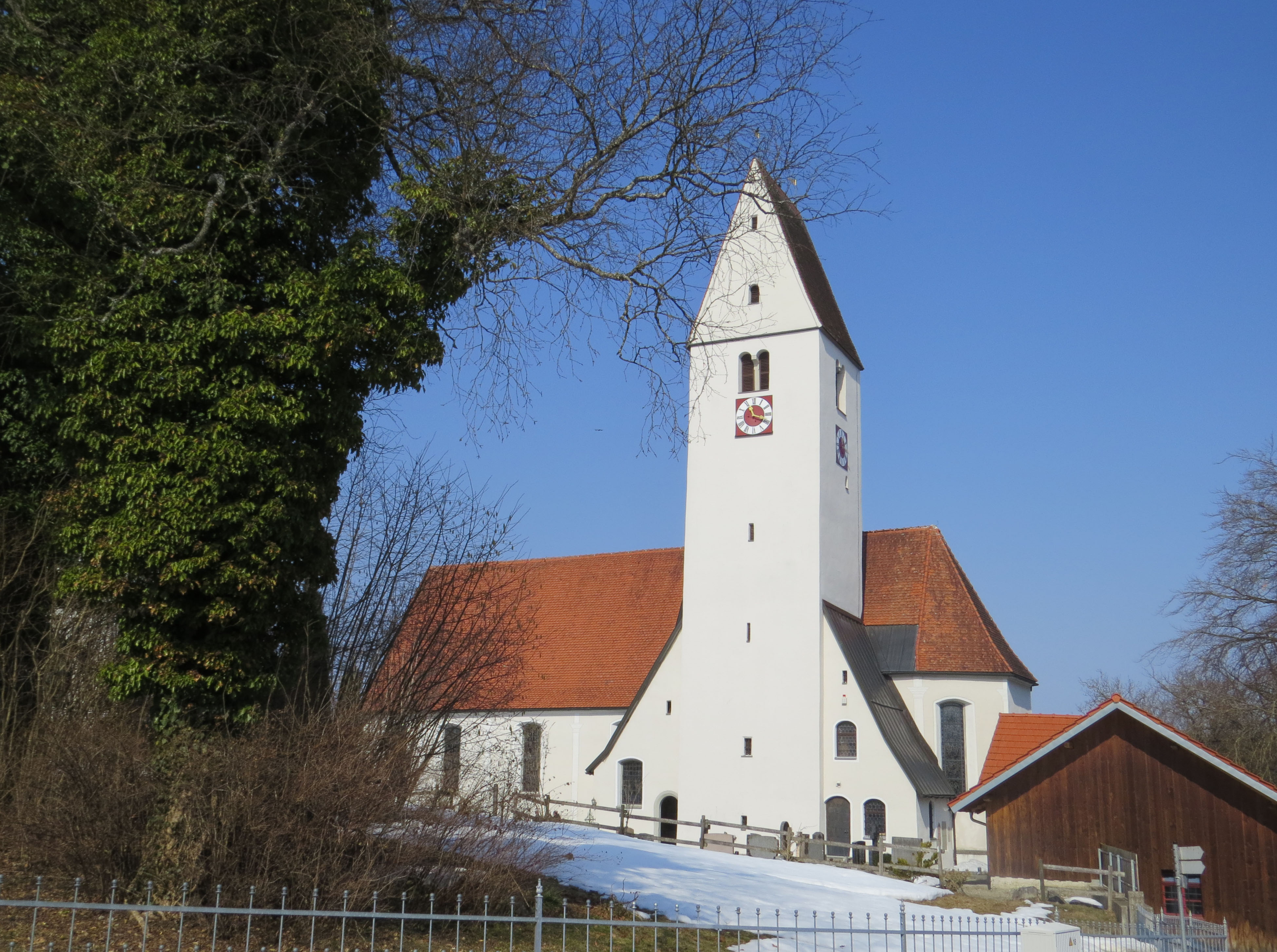
Kirche in Grünenbach

Auf dieser Seite sind die Baudenkmäler in der schwäbischen Gemeinde Grünenbach zusammengestellt. Diese Tabelle ist eine Teilliste der Liste der Baudenkmäler in Bayern. Grundlage ist die Bayerische Denkmalliste, die auf Basis des Bayerischen Denkmalschutzgesetzes vom 1. Oktober 1973 erstmals erstellt wurde und seither durch das Bayerische Landesamt für Denkmalpflege geführt wird. Die folgenden Angaben ersetzen nicht die rechtsverbindliche Auskunft der Denkmalschutzbehörde.

## Baudenkmäler nach Ortsteilen

### Grünenbach
| Lage                           | Objekt                                     | Beschreibung | Akten-Nr.             | Bild                              |
| ------------------------------ | ------------------------------------------ | --- | --------------------- | --------------------------------- |
| Gestratzer Straße 2 (Standort) | Ehemals „Gerichtsammann“                   | traufständiger, verschindelter Satteldachbau, 18./19. Jahrhundert | D-7-76-113-4 Wikidata | Ehemals „Gerichtsammann“          |
| Hauptstraße 50 (Standort)      | Ehemalige Schule                           | verschindelter Satteldachbau, 19. Jahrhundert | D-7-76-113-3 Wikidata | Ehemalige Schule                  |
| Hauptstraße 57 (Standort)      | Ehemaliges Amtshaus (bis 1800)             | | D-7-76-113-5 Wikidata | Ehemaliges Amtshaus (bis 1800)    |
| Hauptstraße 59 (Standort)      | Wohnhaus                                   | zweigeschossiger Holzständerbau über quadratischem Grundriss mit vier großen Giebeln unter einem Kreuzdach, Außenfassaden kleinteilig verschindelt mit geschossweiser Aufkantung über den Fensterstürzen und Schmuckfensterläden, bezeichnet mit "1866" | D-7-76-113-37         | Wohnhaus                          |
| Kirchweg 2 (Standort)          | Katholische Pfarrkirche St. Otmar          | Turm um 1400, eingezogener, dreiseitig geschlossener Chor und Langhaus Ende 17. Jahrhundert; mit Ausstattung. | D-7-76-113-1 Wikidata | weitere Bilder                    |
| Kirchweg 4 (Standort)          | Ehemaliges katholisches Pfarrhaus          | Giebelbau mit Obergeschoßerker und Gesimsgliederung, im Kern Ende 18. Jahrhundert, um 1910 erneuert. | D-7-76-113-2 Wikidata | Ehemaliges katholisches Pfarrhaus |
| Staufner Berg (Standort)       | Gedenkstein auf dem Burgstall Staufen-Berg | 1936 | D-7-76-113-7 Wikidata | BW                                |

### Ebratshofen
| Lage                      | Objekt                                | Beschreibung | Akten-Nr.              | Bild           |
| ------------------------- | ------------------------------------- | --- | ---------------------- | -------------- |
| Ebratshofen 10 (Standort) | Einfirsthof                           | zweigeschossiger Satteldachbau mit Fachwerkgiebel, 18. Jahrhundert, teilweise modernisiert; Ausleger, um 1800; an der Traufseite Kruzifix, 17./18. Jahrhundert | D-7-76-113-10 Wikidata | Einfirsthof    |
| Ebratshofen 16 (Standort) | Wohnhaus                              | zweigeschossiger Satteldachbau mit Zwerchhaus und verbrettertem Giebel mit klassizistischer Fassadengestaltung, letztes Viertel 19. Jahrhundert                | D-7-76-113-36 Wikidata | weitere Bilder |
| Ebratshofen 19 (Standort) | Katholisches Pfarrhaus                | stattlicher zweigeschossiger Giebelbau mit Steildach, um 1740/50.                                                                                              | D-7-76-113-11 Wikidata | weitere Bilder |
| Ebratshofen 21 (Standort) | Katholische Pfarrkirche St. Elisabeth | Turmunterbau 13./14. Jahrhundert, dreiseitig geschlossener Chor und Langhaus 15. Jahrhundert, Veränderungen 1732; mit Ausstattung.                             | D-7-76-113-13 Wikidata | weitere Bilder |
| Ebratshofen 23 (Standort) | Gasthaus zum Ochsen                   | giebelständiger, verschindelter Satteldachbau, im Kern 18. Jahrhundert                                                                                         | D-7-76-113-12 Wikidata | weitere Bilder |
| Zwerenberg 7 (Standort)   | Kruzifix                              | um 1200; an der Traufseite des Bauernhauses | D-7-76-113-9 Wikidata  | Kruzifix       |

### Heimhofen
| Lage                                                   | Objekt                                        | Beschreibung | Akten-Nr.              | Bild           |
| ------------------------------------------------------ | --------------------------------------------- | --- | ---------------------- | -------------- |
| Bahnlinie Buchloe–Lindau (bei Bahn-km 112) (Standort)  | Eisenbahnbrücke über den Ellhofener Tobelbach | dreijochige Eisengitterkonstruktion auf gemauerten Pfeilern und Widerlagern, 1853/54 für die Ludwig-Süd-Nord-Bahn erbaut, um 1870/80 erneuert | D-7-76-113-35 Wikidata | weitere Bilder |
| auf dem Burgstall Heimhofen (Standort)                 | Gedenkstein                                   | 1934 | D-7-76-113-19 Wikidata | BW             |
| Untere Wiesen (Standort)                               | Katholische Marienkapelle                     | 1905 von Architekt Hopfel; mit Ausstattung | D-7-76-113-17 Wikidata | weitere Bilder |
| Untere Wiesen (gegenüber der Marienkapelle) (Standort) | Wegkreuz                                      | 1. Hälfte 18. Jahrhundert | D-7-76-113-18 Wikidata | Wegkreuz       |

### Hohenegg
| Lage                       | Objekt                                             | Beschreibung                                   | Akten-Nr.              | Bild                                               |
| -------------------------- | -------------------------------------------------- | ---------------------------------------------- | ---------------------- | -------------------------------------------------- |
| Hohenegg 4 (Standort)      | Bauernhaus                                         | Wohnteil verschindelt, im Kern 18. Jahrhundert | D-7-76-113-21 Wikidata | Bauernhaus                                         |
| Hohenegger Berg (Standort) | Kapelle in der Nordostecke des Burgstalls Hohenegg | 1897; mit Ausstattung                          | D-7-76-113-22 Wikidata | Kapelle in der Nordostecke des Burgstalls Hohenegg |
| Hohenegger Berg (Standort) | Gedenktafel auf dem Burgstall Hohenegg             | 1935                                           | D-7-76-113-23 Wikidata | Gedenktafel auf dem Burgstall Hohenegg             |

### Laubenberg
| Lage                                         | Objekt                                   | Beschreibung                                                                           | Akten-Nr.              | Bild           |
| -------------------------------------------- | ---------------------------------------- | -------------------------------------------------------------------------------------- | ---------------------- | -------------- |
| Laubenbergweg 6 (Unterlaubenberg) (Standort) | Bauernhaus                               | mit mittelsteilem Satteldach, Wohnteil verschindelt, im Kern wohl noch 18. Jahrhundert | D-7-76-113-24 Wikidata | Bauernhaus     |
| Ruine Altlaubenberg (Standort)               | Burgruine Laubenberg                     | Mauerreste der seit 1719 weitgehend abgetragenen Burg                                  | D-7-76-113-25 Wikidata | weitere Bilder |
| Ruine Altlaubenberg (Standort)               | Gedenkstein auf der Burgruine Laubenberg | 1935                                                                                   | D-7-76-113-26 Wikidata | weitere Bilder |

### Motzgatsried
| Lage                    | Objekt     | Beschreibung                                                             | Akten-Nr.              | Bild       |
| ----------------------- | ---------- | ------------------------------------------------------------------------ | ---------------------- | ---------- |
| Riederweg 15 (Standort) | Bauernhaus | Wohnteil mit mittelsteilem Satteldach, verschindelt, 18./19. Jahrhundert | D-7-76-113-27 Wikidata | Bauernhaus |

### Schönau
| Lage                          | Objekt                                      | Beschreibung                                                                 | Akten-Nr.              | Bild                                        |
| ----------------------------- | ------------------------------------------- | ---------------------------------------------------------------------------- | ---------------------- | ------------------------------------------- |
| Kapellenweg 7a (Standort)     | Katholische Kapelle St. Martin              | Rechteckbau mit dreiseitigem Schluss, Mitte 17. Jahrhundert; mit Ausstattung | D-7-76-113-29 Wikidata | weitere Bilder                              |
| Lindauer Straße 12 (Standort) | Ehemalige Tafernwirtschaft und Gerichtshaus | jetzt Gasthaus Adler, Walmdachbau, bezeichnet 1801                           | D-7-76-113-31 Wikidata | Ehemalige Tafernwirtschaft und Gerichtshaus |
| Oberdorf 4 (Standort)         | Bauernhaus                                  | zweigeschossiger Satteldachbau mit Steilgiebel, 17./18. Jahrhundert          | D-7-76-113-30 Wikidata | Bauernhaus                                  |
| Unterdorf 10 (Standort)       | Wohnteil eines ehemaligen Bauernhauses      | zweigeschossig mit Kniestock, verschindelt, Anfang 19. Jahrhundert           | D-7-76-113-32 Wikidata | Wohnteil eines ehemaligen Bauernhauses      |

### Schüttentobel
| Lage                        | Objekt              | Beschreibung | Akten-Nr.              | Bild                |
| --------------------------- | ------------------- | --- | ---------------------- | ------------------- |
| Schüttentobel 12 (Standort) | Ehemaliges Amtshaus | jetzt Altenheim, langgestreckter Satteldachbau, im Kern 18. Jahrhundert, Kapelleneinbau 1902/05; mit Ausstattung | D-7-76-113-34 Wikidata | Ehemaliges Amtshaus |

## Ehemalige Baudenkmäler
In diesem Abschnitt sind Objekte aufgeführt, die früher einmal in der Denkmalliste eingetragen waren, jetzt aber nicht mehr. Objekte, die in anderem Zusammenhang also z. B. als Teil eines Baudenkmals weiter eingetragen sind, sollen hier nicht aufgeführt werden. Aktennummern in diesem Abschnitt sind ehemalige, jetzt nicht mehr gültige Aktennummern.

| Lage                                | Objekt                   | Beschreibung | Akten-Nr.              | Bild       |
| ----------------------------------- | ------------------------ | --- | ---------------------- | ---------- |
| Ebratshofen Zwerenberg 7 (Standort) | Bauernhaus               | Wohnteil verschindelt, 2. Hälfte 19. Jahrhundert (das Kruzifix ist weiterhin als D-7-76-113-9 in der Denkmalliste eingetragen) | D-7-76-113-9 Wikidata  | Bauernhaus |
| Heimhofen Heimhofen 6 (Standort)    | Bauernhaus               | zweigeschossig mit hohem Kniestock und mittelsteilem Satteldach, Wohnteil verschindelt, 18./19. Jahrhundert                    | D-7-76-113-16 Wikidata | Bauernhaus |
| Motzgatsried Auf'm Kapf (Standort)  | Sogenannte Gemeinde-Alpe | Blockbau mit Flachsatteldach, Ende 18. Jahrhundert                                                                             | D-7-76-113-28 Wikidata | BW         |

## Abgegangene Baudenkmäler
In diesem Abschnitt sind Objekte aufgeführt, die früher einmal in der Denkmalliste eingetragen waren, jetzt aber nicht mehr existieren, z. B. weil sie abgebrochen wurden. Aktennummern in diesem Abschnitt sind ehemalige, jetzt nicht mehr gültige Aktennummern.

| Lage                                     | Objekt        | Beschreibung                                                           | Akten-Nr.              | Bild |
| ---------------------------------------- | ------------- | ---------------------------------------------------------------------- | ---------------------- | ---- |
| Schüttentobel Schüttentobel 9 (Standort) | Schüttenmühle | zweigeschossiges massives Gebäude, 18. Jahrhundert, um 2010 abgerissen | D-7-76-113-33 Wikidata | BW   |